# 152-й меридіан західної довготи
152-й меридіан західної довготи — лінія довготи, що лежить на 152 градуси західніше Гринвіцького меридіана. Вона проходить від Північного полюса через Північний Льодовитий океан, Північну Америку, Тихий океан, Південний океан та Антарктиду до Південного полюса.
152-й меридіан західної довготи формує велике коло разом із 28-мим меридіаном східної довготи.

## Список географічних об'єктів, що перетинає 152° зх. д.
Починаючи на Північному полюсі та рухаючись до Південного полюса, 152-й меридіан західної довготи проходить через:
| Координати                                                   | Країна, територія або море | Примітки |
| ------------------------------------------------------------ | -------------------------- | --- |
| 90°0′ пн. ш. 152°0′ зх. д. / 90.000° пн. ш. 152.000° зх. д.  | Північний Льодовитий океан | |
| 72°3′ пн. ш. 152°0′ зх. д. / 72.050° пн. ш. 152.000° зх. д.  | Море Бофорта               | |
| 70°34′ пн. ш. 152°0′ зх. д. / 70.567° пн. ш. 152.000° зх. д. | США                        | Аляска |
| 60°41′ пн. ш. 152°0′ зх. д. / 60.683° пн. ш. 152.000° зх. д. | Затока Кука                | |
| 60°25′ пн. ш. 152°0′ зх. д. / 60.417° пн. ш. 152.000° зх. д. | США                        | Аляска — проходить через острів Калгун[en] |
| 60°21′ пн. ш. 152°0′ зх. д. / 60.350° пн. ш. 152.000° зх. д. | Затока Кука                | Проходить західніше Кенайського півострова, Аляска, США |
| 58°55′ пн. ш. 152°0′ зх. д. / 58.917° пн. ш. 152.000° зх. д. | США                        | Аляска — проходить через острови Баррен[en] |
| 58°54′ пн. ш. 152°0′ зх. д. / 58.900° пн. ш. 152.000° зх. д. | Тихий океан                | |
| 58°21′ пн. ш. 152°0′ зх. д. / 58.350° пн. ш. 152.000° зх. д. | США                        | Аляска — проходить через острів Афогнак[en] |
| 58°12′ пн. ш. 152°0′ зх. д. / 58.200° пн. ш. 152.000° зх. д. | Тихий океан                | Проходить східніше острова Кадьяк, Аляска, США Проходить західніше острова Флінт[en], Кірибаті Проходить західніше атола Тупаї[en], Французька Полінезія Проходить східніше атола Маупіті, Французька Полінезія Проходить західніше острова Бора-Бора, Французька Полінезія |
| 60°0′ пд. ш. 152°0′ зх. д. / 60.000° пд. ш. 152.000° зх. д.  | Південний океан            | |
| 77°20′ пд. ш. 152°0′ зх. д. / 77.333° пд. ш. 152.000° зх. д. | Антарктида                 | Проходить через Територію Росса (претендує Нова Зеландія) |